# Sistema fotometrico uvby
Il sistema fotometrico uvby è un sistema fotometrico sviluppato dall'astronomo danese Strömgren nel 1956 ed espanso poi nel 1958 dall'americano David L. Crawford, utile per osservare le stelle di tipo spettrale A2-G0; non si tratta di una limitazione importante, visto che entro soli 100 Pc di distanza si trovano circa 10.000 stelle di questo tipo.

## Descrizione
Il sistema è definito secondo regole di tipo fotoelettrico, mediante filtri interferenziali a banda intermedia, tranne per la banda u che richiede l'uso di due filtri Schott: un UG11 da 8 mm, e un WG3 da 1 mm. Al sistema sono stati aggiunti un filtro per misurare l'intensità della riga Hβ, ed un altro per l'intensità del continuo adiacente alla riga.
Le λmax del sistema sono le seguenti:
- u: 3400 Å
- v: 4100 Å
- b: 4700 Å
- y: 5500 Å

Si noti che u e v sono completamente localizzati al di sotto e al di sopra della discontinuità di Balmer, mentre b ed y sono abbastanza simili a B e V del sistema fotometrico UBV.
Anche in questo sistema sono definiti degli indici di colore, (u-v) e (v-b); la loro differenza:
{\displaystyle c_{1}=(u-v)-(v-b)}
è un parametro molto sensibile alla discontinuità di Balmer, cioè alla gravità, mentre è poco sensibile agli effetti di blanketing.
Un diagramma (C1, b-y) mostra molto efficacemente la separazione tra nane e giganti, almeno nei tipi spettrali compresi tra A e G0, e in modo migliore del sistema UBV. Fissandosi su una singola stella, si potrà determinare tramite il (b-y) la differenza:
{\displaystyle {\Delta }c_{1}=c_{1}(stella,b-y)-c_{1}(ZAMS,b-y)}
dove il primo c1 è quello della stella osservata, mentre il secondo è quello standard della sequenza principale. Esso è legato alla magnitudine, cioè alla luminosità della stella da una relazione media di questo tipo:
{\displaystyle {\Delta }M_{V}=M_{V}(stella,b-y)-M_{V}(ZAMS,b-y)=(8-13){\Delta }c_{1}}
Poiché nella maggior parte dei casi vale Δc1 ≤ 0,2 mag, si ottiene dalla formula che ΔMV ≤ 2 mag. In realtà entro 100 Pc vi sono pochissime supergiganti, e la relazione è osservata appunto per stelle A ed F di classi di luminosità V, VI e III, e solo V e IV per le stelle di tipo G.
Un altro valore ricavato da questo sistema è un indice di metallicità, come:
{\displaystyle m_{1}=(v-b)-(b-y)}
il quale misura gli effetti del blanketing attorno ai 4100 Å; ancora meglio si può fare con l'indice corretto secondo m1 + 0,1 Δc1.
I filtri aggiunti per l'Hβ sono uno largo e uno stretto, scelti in modo tale che il rapporto tra le loro risposte misuri la profondità della riga di assorbimento Hβ, in modo del tutto indipendente dall'assorbimento interstellare.
Per stelle di tipo spettrale da A2 a F5 vale la relazione:
{\displaystyle {\beta }=-2,5\log {\frac {I_{s}}{I_{l}}}}
dove, Is rappresenta l'intensità luminosa passata dal filtro più stretto, ed Il l'intensità passata dal filtro più largo. Inoltre vale un'altra importante relazione:
{\displaystyle (b-y)_{0}=2,506-0,819{\beta }-0,085c_{1}}
che permette di determinare la quantità di assorbimento interstellare e la luminosità MV della stella.